# I'm Talking About You
I'm Talking About You är en sång skriven och framförd av den amerikanska rock 'n roll-musikern Chuck Berry och släpptes i februari 1961. Sången har blivit en klassisk coverlåt och har tolkats av bland andra The Beatles, The Rolling Stones, The Animals, The Hollies och The Yardbirds (alla under 1960-talet).